# Agathosma trichocarpa
Agathosma trichocarpa är en vinruteväxtart som beskrevs av E. M. Holmes. Agathosma trichocarpa ingår i släktet Agathosma och familjen vinruteväxter. Inga underarter finns listade i Catalogue of Life.